# Włodarze Sopotu
Włodarze Sopotu – spis burmistrzów, nadburmistrzów, przewodniczących Miejskiej Rady Narodowej oraz prezydentów, którzy sprawowali władzę w mieście Sopot.

## Burmistrzowie Sopotu
- Volkmar von Wurmb (1902−1905)
- Johannes Kollath (1905−1908)
  - Heinrich von Gagern (p.o., 1908)
- Max Woldmann (1908−1919)
- Erich Laue (1919−1923)

## Nadburmistrzowie Sopotu
- Erich Laue (1923−1930)
- Hermann Lewerentz (1930−1934)
- Wilhelm Fliessbach (1934−1936)
  - Erich Temp (p.o., 1934−1936)
- Erich Temp (1936−1941)
  - Gerhard Koß (p.o., 1941−1942)
  - Kurt Schrödter (p.o., 1942−1943)
- Wolfgang von Tobien (1943−1945)
- Hermann Jacob (1945)

## Prezydenci Sopotu
- Henryk Michniewicz-Juchniewicz (1945−1946)
- Antoni Turek (1946)
- Leonard Wierzbicki (1946−1948)
- Jan Kapusta (1948−1949)
- Piotr Nowak (1949−1950)
- Alfred Müller (1950)

## Przewodniczący Prezydium Miejskiej Rady Narodowej Sopotu
- Alfred Müller (1950−1951)
- Hieronim Kozieł (1952−1954)
- Roman Kosznik (1954−1958)
- Stanisław Podraszko (1958−1965)
- Zenon Bancer (1965−1969)
- Bolesław Robakowski (1969−1975)

## Prezydenci Sopotu
- Bolesław Robakowski (1975−1978)
- Lech Świątkowski (1978−1982)
- Cezary Dąbrowski (1981−1984)
- Andrzej Plona (1984−1990)
- Henryk Ledóchowski (1990−1992)
- Jan Kozłowski (1992−1998)
- Jacek Karnowski (1998–2023)
- Lucjan Brudzyński (w 2023, p.f.)
- Magdalena Czarzyńska-Jachim (2023–2024, p.f.)[1]
- Magdalena Czarzyńska-Jachim (od 2024)